# Blanzac-lès-Matha
Blanzac-lès-Matha is een gemeente in het Franse departement Charente-Maritime (regio Nouvelle-Aquitaine) en telt 296 inwoners (1999). De plaats maakt deel uit van het arrondissement Saint-Jean-d'Angély.

## Geografie
De oppervlakte van Blanzac-lès-Matha bedraagt 9,3 km², de bevolkingsdichtheid is 31,8 inwoners per km².
De onderstaande kaart toont de ligging van Blanzac-lès-Matha met de belangrijkste infrastructuur en aangrenzende gemeenten.

## Demografie
Onderstaande figuur toont het verloop van het inwonertal (bron: INSEE-tellingen).